# Гулиев, Рамин Масим оглы
Рами́н Маси́м оглы́ Гули́ев (азерб. Ramin Məsim oğlu Quliyev; род. 22 июня 1981, Баку) — азербайджанский футболист, защитник.

## Клубная карьера
В высшей лиге Азербайджана дебютировал в сезоне 1997/98, провел 2 игры за клуб «U-18». В том же сезоне провел 1 игру за «Нефтчи» (Баку).
В сезоне 2000/01 играл за «Динамо-Бакылы», в следующий год — в составе клуба «Шафа».
Сезон 2003/04 начинал в «Нефтчи» (Баку), а со 2-й половины сезона играл за «Динамо-Бакылы».
В 2007/08 снова в «Нефтчи», в 2008/09 играл за «Олимпик-Шувалан», являясь при этом капитаном команды. В сезоне 2009/10 защищал цвета команды «Стандард» (Сумгаит). На следующий год играл за клуб «Габала».

## Еврокубки
17 и 31 июля 2008 года, провёл 2 матча в составе клуба «Олимпик-Шувалан» против сербской «Войводины» в первом квалификационном раунде Кубка УЕФА.

## Сборная Азербайджана
Дебют в составе национальной сборной Азербайджана состоялся в 2005 году. Выступал в составе сборной под № 7. Всего провел за сборную 17 игр.

## Достижения
- Чемпион Азербайджана: 2003/04 (в составе «Нефтчи»), 2005/06 (в составе «Баку»)
- Бронзовый призёр чемпионата Азербайджана: 2006/07 (в составе «Баку»), 2007/08 (в составе «Нефтчи»)
- Обладатель Кубка Азербайджана: 2004/05 (в составе «Баку»)